# Bulbophyllum chaunobulbon
Bulbophyllum chaunobulbon är en orkidéart som beskrevs av Rudolf Schlechter. Bulbophyllum chaunobulbon ingår i släktet Bulbophyllum och familjen orkidéer. Inga underarter finns listade i Catalogue of Life.